# Jay Buhner
Jay Campbell Buhner (Louisville, Kentucky, 13 de agosto de 1964), más conocido como Jay Buhner, es un exjugador profesional estadounidense de béisbol que se desempeñó en la posición de jardinero derecho en las Grandes Ligas de Béisbol (MLB). Logró obtener un Guante de Oro.

## Carrera
Buhner jugó como profesional dos temporadas en New York Yankees (1987-1988), después pasó a Seattle Mariners, donde jugó catorce temporadas (1988-2001), y fue el equipo en el que se retiró.

## Premios
Fue galardonado con el Guante de Oro en una oportunidad (1996).